# قانون متوازی‌الاضلاع

یک متوازی‌الأضلاع. اضلاع به رنگ آبی و قطرها به رنگ قرمز نمایش داده شده‌اند.

در ریاضیات، ساده‌ترین حالت از قانون متوازی‌الأضلاع (که به آن اتحاد متوازی‌الأضلاع نیز گفته می‌شود) متعلق به هندسه مسطحه مقدماتیست. این قانون بیان می‌دارد که جمع مربع چهار ضلع متوازی‌الأضلاع برابر جمع مربع اضلاع دو قطر آن است. ما اضلاع را با این نماد گذاری نمایش می‌دهیم: {\displaystyle AB,BC,CD,DA}. اما از آنجا که در، اضلاع مقابل هم در یک متوازی‌الأضلاع لزوماً با هم برابرند، یعنی {\displaystyle AB=CD} و {\displaystyle BC=DA}، این قانون را می‌توان به صورت زیر بیان نمود:
{\displaystyle 2AB^{2}+2BC^{2}=AC^{2}+BD^{2}\,}
اگر متوازی الاضلاع تبدیل به یک مستطیل گردد (چرا که مستطیل حالت خاصی از متوازی‌الأضلاع است)، طول دو قطر آن با هم برابر شده {\displaystyle AC=BC}، لذا در این حالت خواهیم داشت:
{\displaystyle 2AB^{2}+2BC^{2}=2AC^{2}\,}
که همان قضیه فیثاغورث است. برای چهار ضلعی‌های کلی تر که در آن‌ها اضلاع مقابل هم لزوماً موازی نیستند داریم:
{\displaystyle AB^{2}+BC^{2}+CD^{2}+DA^{2}=AC^{2}+BD^{2}+4x^{2},}
که در آن {\displaystyle x} طول پاره خط متصل کنندهٔ میانه‌های قطرهاست. می‌توان از شکل مشاهده کرد برای حالت متوازی‌الأضلاع، {\displaystyle x=0} بوده و اتحاد فوق در این حالت به همان قانون متوازی‌الأضلاع که ذکر آن رفت تبدیل می‌شود.

## اثبات
در متوازی‌الأضلاع سمت چپ، داریم: {\displaystyle AD=BC=a,AB=DC=b,\angle BAD=\alpha }. با استفاده از قانون کسینوس‌ها در مثلث {\displaystyle \bigtriangleup {BAD}}، بدست می‌آوریم:
{\displaystyle a^{2}+b^{2}-2ab\cos(\alpha )=BD^{2}}
در متوازی‌الأضلاع، زاویه‌های مجاور مکمل اند، لذا داریم {\displaystyle \angle ADC=180\deg -\alpha }. با استفاده از قانون کسینوس‌ها در مثلث {\displaystyle \bigtriangleup ADC} بدست می‌آوریم:
{\displaystyle a^{2}+b^{2}-2ab\cos(180^{\circ }-\alpha )=AC^{2}}
با اعمال اتحاد مثلثاتی {\displaystyle \cos(180^{\circ }-x)=-\cos x} به سمت چپ عبارت بالا، به معادلهٔ زیر می‌رسیم:
{\displaystyle a^{2}+b^{2}+2ab\cos(\alpha )=AC^{2}}
اکنون جمع مربعات {\displaystyle BD^{2}+AC^{2}} برابر خواهد بود با:
{\displaystyle BD^{2}+AC^{2}=a^{2}+b^{2}-2ab\cos(\alpha )+a^{2}+b^{2}+2ab\cos(\alpha )}
که بعد از ساده‌سازی به عبارت زیر می‌رسیم:
{\displaystyle BD^{2}+AC^{2}=2a^{2}+2b^{2}}